# Sommacampagna
Sommacampagna és un comune (municipi) de la província de Verona, a la regió italiana del Vèneto.
A 1 de gener de 2020 la seva població era de 14.835 habitants.
Sommacampagna limita amb els següents municipis: Sona, Valeggio sul Mincio, Verona i Villafranca di Verona.